# Ellen Winther
Ellen Winther, de son nom entier Ellen Winther-Lembourn, née Ellen Sørensen le 11 août 1933 à Aarhus et morte le 13 août 2011 à Copenhague, est une chanteuse d'opéra et actrice danoise.
Elle a notamment représenté le Danemark au Concours Eurovision de la chanson 1962 à Luxembourg, avec la chanson Vuggevise.

## Discographie

### Album
- 1973 : Synger julens sange

### Singles
- 1962 : Vuggevise
- 1962 : Tonight